# Buxton Orr
Pour les articles homonymes, voir Orr.
Buxton Orr, né le 18 avril 1924 à Glasgow – mort le 27 décembre 1997 à Hereford, dans la vallée de la Wye, est un compositeur et musicologue britannique. Il n’avait pas de lien de parenté avec le compositeur Robin Orr.
Après des études de médecine, Orr étudie la composition avec Benjamin Frankel et la direction d’orchestre avec Aylmer Buesst.

## Discographie
- Marco Polo a publié en 1996 un disque regroupant ses trois trios pour piano.
- Toccata Classics a publié en 2012 un album de musique de chambre, regroupant ses deux quatuors à cordes no 1 « Refrains IV » (1977) et no 2 (1995), duo pour violon baroque et contrebasse (1994) et le trio à cordes (1996).